# Kęstutis Navickas (homme politique)
Kęstutis Navickas, né le 13 juin 1970 à Kaunas, est un homme politique lituanien.
Il est ministre de l'Environnement entre 2016 et 2018 et ministre de l'Agriculture entre 2020 et 2024.